# Oizon
Oizon település Franciaországban, Cher megyében. Lakosainak száma 667 fő (2022. január 1.). Oizon Aubigny-sur-Nère, Blancafort, Concressault, Dampierre-en-Crot, Ennordres, Ivoy-le-Pré és Villegenon községekkel határos.

## Népesség
A település népessége az elmúlt években az alábbi módon változott:
| Lakosok száma | 701  | 725  | 776  | 734  | 706  | 687  | 675  | 668  | 668  | 667  |
|               | 1968 | 1982 | 1990 | 2006 | 2013 | 2015 | 2017 | 2019 | 2020 | 2022 |